# Harry Isaacs (Boxer)
Harry Isaacs (* 26. Januar 1908 in Johannesburg; † 13. September 1961 ebenda) war ein südafrikanischer Boxer.

## Karriere
Isaacs nahm 1928 an den Olympischen Spielen in Amsterdam teil. Nach Siegen über den Dänen Aage Fahrenholtz und Vince Glionna aus Kanada, verlor er das Halbfinale gegen den John Daley. Den abschließenden Kampf um Bronze gewann er gegen den Iren Frank Traynor.